# Thanh tra Chính phủ
Thanh tra Chính phủ là cơ quan ngang Bộ của Chính phủ Việt Nam, thực hiện chức năng quản lý nhà nước về công tác thanh tra, tiếp công dân, giải quyết khiếu nại, tố cáo và phòng, chống tham nhũng trong phạm vi cả nước; thực hiện hoạt động thanh tra, giải quyết khiếu nại, tố cáo và phòng, chống tham nhũng theo quy định của pháp luật.

## Lịch sử

### Ban Thanh tra đặc biệt
Tại phiên họp đầu tiên của Hội đồng Chính phủ Việt Nam Dân chủ Cộng hòa ngày 4 tháng 10 năm 1945, Chính phủ đã yêu cầu Bộ Nội vụ lập một Ủy ban Thanh tra hành chính để đi điều tra công việc hành chính ở các địa phương, làm nhiệm vụ tiếp nhận và xử lý các thư từ, đơn kiện hoặc gặp gỡ trực tiếp bày tỏ nguyện vọng cần sớm chấm dứt các hiện tượng, việc làm sai trái của một số nhân viên trong bộ máy chính quyền các cấp, nhất là ở các địa phương.
Ngày 13 tháng 11 năm 1945, Hội đồng Chính phủ giao cho ông Phạm Ngọc Thạch dự thảo một đề án về tổ chức và hoạt động của Ban Thanh tra của Chính phủ, đồng thời quyết định thành lập ở mỗi bộ một Ban Thanh tra đặt dưới quyền viên Thanh tra hành chính do Bộ Nội vụ cử. Một ngày sau, ngày 14 tháng 11, Hội đồng Chính phủ đã họp và thông qua quyết định thành lập một Ban Thanh tra Đặc biệt của Chính phủ. Ngày 23 tháng 11 năm 1945, Chủ tịch Hồ Chí Minh đã ký Sắc lệnh số 64-SL thành lập Ban Thanh tra Đặc biệt. Đây chính là tổ chức tiền thân của Thanh tra Chính phủ sau này và ngày 23 tháng 11 trở thành ngày truyền thống của ngành Thanh tra Việt Nam.
Tiếp theo đó, ngày 31 tháng 12 năm 1945, Chủ tịch Hồ Chí Minh ký Sắc lệnh số 80-SL cử các ông Bùi Bằng Đoàn và Cù Huy Cận vào Ban Thanh tra đặc biệt. Ông Bùi Bằng Đoàn được cử giữ chức Trưởng ban Thanh tra đặc biệt, trở thành vị Tổng thanh tra đầu tiên của Việt Nam.

### Ban Thanh tra Chính phủ
Giữa tháng 12 năm 1949, Hội đồng Chính phủ ra quyết nghị giải thể Ban Thanh tra Đặc biệt và thành lập Ban Thanh tra Chính phủ. Ngày 18 tháng 12 năm 1949, Chủ tịch Hồ Chí Minh ký Sắc lệnh số 138 B-SL thành lập Ban Thanh tra Chính phủ, ông Hồ Tùng Mậu được cử làm Tổng Thanh tra.
Do điều kiện chiến tranh và đặc điểm lãnh đạo, nên mặc dù đã được thành lập và có một văn phòng riêng, nhưng Ban Thanh tra Chính phủ vẫn gần như là một cơ quan chung với Ban Kiểm tra Trung ương Đảng. Ông Trần Đăng Ninh, Trưởng ban kiểm tra Trung ương Đảng, đồng thời kiêm giữ chức Tổng Thanh tra phó. Nhiều cán bộ trong Ban kiểm tra Trung ương đều được Chính phủ bổ nhiệm làm phái viên của Ban Thanh tra Chính phủ.

### Ban Thanh tra Trung ương của Chính phủ
Sau khi kiểm soát được miền Bắc, ngày 28 tháng 3 năm 1956, Chủ tịch Hồ Chí Minh ra Sắc lệnh số 261/SL thành lập Ban Thanh tra Trung ương của Chính phủ. Ông Nguyễn Lương Bằng được cử làm Tổng Thanh tra, các ông Nguyễn Côn và Trần Tử Bình làm Phó Tổng Thanh tra.

### Ủy ban Thanh tra của Chính phủ
Ngày 29 tháng 9 năm 1961, Hội đồng Chính phủ ban hành Nghị định số 136/CP quyết định thành lập Ủy ban Thanh tra của Chính phủ thay cho Ban Thanh tra Trung ương của Chính phủ và quy định nhiệm vụ, quyền hạn, tổ chức bộ máy của cơ quan này. Ông Nguyễn Lương Bằng được cử giữ chức Tổng Thanh tra, ông Trần Mạnh Quỳ làm Phó Tổng Thanh tra và các ông Nguyễn Cáo, Đặng Văn Quang giữ chức Ủy viên thanh tra.
Sau 4 năm hoạt động, ngày 11 tháng 10 năm 1965, Ủy ban Thường vụ Quốc hội phê chuẩn việc giải thể Ủy ban Thanh tra của Chính phủ. Do đó, trong 4 năm (1965-1968), hệ thống Thanh tra Nhà nước từ Trung ương đến cấp khu, tỉnh, thành phố bị giải thể, chỉ còn các Ban Thanh tra của các Bộ, ngành hoạt động. Các Ban Thanh tra ngành do nhiều nguyên nhân đã không hoạt động đúng chức năng thanh tra mà chỉ dừng lại ở việc xét khiếu tố, và trong công tác này cũng còn nhiều hạn chế.
Mãi đến ngày 11 tháng 8 năm 1969, Ủy ban Thường vụ Quốc hội nước Việt Nam Dân chủ Cộng hòa mới ra Nghị quyết số 780/NQ-TVQH, tái thành lập Ủy ban Thanh tra của Chính phủ. Ông Nguyễn Thanh Bình được cử giữ chức Chủ nhiệm Ủy ban, các ông Trần Mạnh Quỳ và Nguyễn Thừa Kế được bổ nhiệm làm Phó Chủ nhiệm Ủy ban Thanh tra của Chính phủ.
Sau khi thống nhất đất nước năm 1975, cơ cấu tổ chức ngành Thanh tra cũng thống nhất trên toàn quốc. Ông Trần Nam Trung được bầu làm Chủ nhiệm đầu tiên của Ủy ban Thanh tra của Chính phủ thống nhất.

### Ủy ban Thanh tra Nhà nước
Ngày 15 tháng 2 năm 1984, Hội đồng Bộ trưởng ra Nghị quyết số 26/HĐBT, trong đó còn đổi tên gọi chính thức của hệ thống thanh tra là Ủy ban Thanh tra Nhà nước. Ông Bùi Quang Tạo, Chủ nhiệm Ủy ban Thanh tra của Chính phủ, giữ chức vụ Chủ nhiệm Ủy ban Thanh tra Nhà nước.

### Thanh tra Nhà nước
Ngày 1 tháng 4 năm 1990, Pháp lệnh Thanh tra được ban hành. Ủy ban Thanh tra Nhà nước được chuyển đổi thành một cơ cấu ngành dọc với tên gọi Thanh tra Nhà nước. Ông Nguyễn Kỳ Cẩm, Chủ nhiệm Ủy ban Thanh tra Nhà nước, giữ chức vụ Tổng Thanh tra Nhà nước.

### Thanh tra Chính phủ
Ngày 25 tháng 4 năm 2005, Nghị định 55/2005/NĐ-CP ban hành, thay thế Nghị định 46/2003/NĐ-CP ngày 9 tháng 5 năm 2003. Theo đó, ngành Thanh tra Nhà nước đổi tên thành Thanh tra Chính phủ và chức vụ Tổng Thanh tra Nhà nước cũng được đổi thành Tổng Thanh tra Chính phủ.

## Lãnh đạo hiện nay
- Tổng Thanh tra Chính phủ: Đoàn Hồng Phong, Ủy viên Trung ương Đảng
- Phó Tổng Thanh tra Chính phủ:
  - Lê Sỹ Bảy
  - Dương Quốc Huy
  - Nguyễn Văn Cường
  - Lê Tiến Đạt

## Cơ cấu tổ chức
(Theo Nghị định số 109/2025/NĐ-CP ngày 20/5/2025 của Thủ tướng Chính phủ)

### Các đơn vị thực hiện chức năng tham mưu, tổng hợp
- Văn phòng
- Vụ Tổ chức cán bộ
- Vụ Pháp chế
- Vụ Hợp tác quốc tế
- Vụ Kế hoạch - Tài chính

### Các đơn vị chức năng quản lý nhà nước
- Cục Thanh tra, giải quyết khiếu nại, tố cáo khu vực phía Bắc (Cục I)
- Cục Thanh tra, giải quyết khiếu nại, tố cáo khu vực Miền Trung (Cục II)
- Cục Thanh tra, giải quyết khiếu nại, tố cáo khu vực phía Nam (Cục III)
- Cục Phòng, chống tham nhũng, lãng phí, tiêu cực (Cục IV)
- Cục Thanh tra, giải quyết khiếu nại, tố cáo lĩnh vực nội chính, nội vụ, dân tộc, tôn giáo (Cục V)
- Cục Thanh tra, giải quyết khiếu nại, tố cáo lĩnh vực tài chính, ngân hàng (Cục VI)
- Cục Thanh tra, giải quyết khiếu nại, tố cáo lĩnh vực xây dựng (Cục VII)
- Cục Thanh tra, giải quyết khiếu nại, tố cáo lĩnh vực nông nghiệp và môi trường (Cục VIII)
- Cục Thanh tra, giải quyết khiếu nại, tố cáo lĩnh vực công thương (Cục IX)
- Cục Thanh tra, giải quyết khiếu nại, tố cáo lĩnh vực y tế, giáo dục (Cục X)
- Cục Thanh tra, giải quyết khiếu nại, tố cáo lĩnh vực văn hóa, thể thao, du lịch, ngoại giao (Cục XI)
- Cục Thanh tra, giải quyết khiếu nại, tố cáo lĩnh vực khoa học và công nghệ (Cục XII)
- Cục Giám sát và Thẩm định (Cục XIII)
- Cục Theo dõi, đôn đốc và Xử lý sau thanh tra (Cục XIV)
- Ban Tiếp công dân Trung ương

### Các đơn vị sự nghiệp
- Báo Thanh tra
- Trường Cán bộ Thanh tra

## Tổng thanh tra các thời kỳ
| Thứ tự                                 | Tên                    | Từ                     | Đến                    | Thời gian tại nhiệm    | Chức vụ                                                    |
| Ban Thanh tra đặc biệt                 | Ban Thanh tra đặc biệt | Ban Thanh tra đặc biệt | Ban Thanh tra đặc biệt | Ban Thanh tra đặc biệt | Ban Thanh tra đặc biệt                                     |
| -------------------------------------- | ---------------------- | ---------------------- | ---------------------- | ---------------------- | ---------------------------------------------------------- |
| 1                                      | Bùi Bằng Đoàn          | 31 tháng 12 năm 1945   | 9 tháng 11, 1946       | 312 ngày               | Trưởng ban Thanh tra đặc biệt của Chính phủ                |
| 2                                      | Tôn Đức Thắng          | 4 tháng 8 năm 1947     | 18 tháng 12 năm 1949   | 2 năm, 136 ngày        | Thanh tra đặc biệt toàn quốc                               |
| Ban Thanh tra Chính phủ                |                        |                        |                        |                        |                                                            |
| 3                                      | Hồ Tùng Mậu            | 18 tháng 12 năm 1949   | 23 tháng 7 năm 1951    | 1 năm, 217 ngày        | Tổng Thanh tra Ban Thanh tra Chính phủ                     |
| 4                                      | Nguyễn Văn Trân        | 9 tháng 9, 1952        | 20 tháng 9 năm 1955    | 3 năm, 11 ngày         | Tổng Thanh tra Ban Thanh tra Chính phủ                     |
| Ban Thanh tra Trung ương của Chính phủ |                        |                        |                        |                        |                                                            |
| 5                                      | Nguyễn Lương Bằng      | 25 tháng 4 năm 1956    | 29 tháng 9 năm 1961    | 5 năm, 157 ngày        | Tổng thanh tra Ban Thanh tra trung ương của Chính phủ      |
| Ủy ban Thanh tra của Chính phủ         |                        |                        |                        |                        |                                                            |
| (5)                                    | Nguyễn Lương Bằng      | 29 tháng 9 năm 1961    | 11 tháng 10 năm 1965   | 4 năm, 12 ngày         | Tổng thanh tra Ủy ban Thanh tra của Chính phủ              |
| 6                                      | Nguyễn Thanh Bình      | 11 tháng 8 năm 1969    | 14 tháng 6 năm 1973    | 3 năm, 307 ngày        | Chủ nhiệm Ủy ban Thanh tra của Chính phủ                   |
| 7                                      | Nguyễn Văn Lộc         | 28 tháng 3 năm 1974    | 3 tháng 7 năm 1976     | 2 năm, 97 ngày         | Chủ nhiệm Ủy ban Thanh tra của Chính phủ                   |
| 8                                      | Trần Nam Trung         | 3 tháng 7 năm 1976     | 23 tháng 4 năm 1982    | 5 năm, 294 ngày        | Chủ nhiệm Ủy ban Thanh tra của Chính phủ                   |
| 9                                      | Bùi Quang Tạo          | 23 tháng 4 năm 1982    | 15 tháng 2 năm 1984    | 1 năm, 298 ngày        | Chủ nhiệm Ủy ban Thanh tra của Chính phủ                   |
| Ủy ban Thanh tra Nhà nước              |                        |                        |                        |                        |                                                            |
| (9)                                    | Bùi Quang Tạo          | 15 tháng 2, 1984       | 16 tháng 2 năm 1987    | 3 năm, 1 ngày          | Chủ nhiệm Ủy ban Thanh tra Nhà nước                        |
| 10                                     | Nguyễn Văn Chính       | 16 tháng 2 năm 1987    | 10 tháng 5 năm 1988    | 1 năm, 84 ngày         | Phó Chủ tịch HĐBT kiêm Chủ nhiệm Ủy ban Thanh tra Nhà nước |
| 11                                     | Huỳnh Châu Sổ          | 10 tháng 5 năm 1988    | 26 tháng 4 năm 1989    | 351 ngày               | Chủ nhiệm Ủy ban Thanh tra Nhà nước                        |
| 12                                     | Nguyễn Kỳ Cẩm          | 26 tháng 4 năm 1989    | 1 tháng 4 năm 1990     | 340 ngày               | Chủ nhiệm Ủy ban Thanh tra Nhà nước                        |
| Thanh tra Nhà nước                     |                        |                        |                        |                        |                                                            |
| (12)                                   | Nguyễn Kỳ Cẩm          | 1 tháng 4 năm 1990     | 3 tháng 10 năm 1995    | 5 năm, 185 ngày        | Tổng Thanh tra Nhà nước                                    |
| 13                                     | Tạ Hữu Thanh           | 3 tháng 10 năm 1995    | 8 tháng 8 năm 2002     | 2 năm, 97 ngày         | Tổng Thanh tra Nhà nước                                    |
| 14                                     | Quách Lê Thanh         | 8 tháng 8 năm 2002     | 25 tháng 4 năm 2005    | 2 năm, 260 ngày        | Tổng Thanh tra Nhà nước                                    |
| Thanh tra Chính phủ                    |                        |                        |                        |                        |                                                            |
| (14)                                   | Quách Lê Thanh         | 25 tháng 4 năm 2005    | 27 tháng 6 năm 2006    | 1 năm, 63 ngày         | Tổng Thanh tra Chính phủ                                   |
| 15                                     | Trần Văn Truyền        | 27 tháng 6 năm 2006    | 3 tháng 8 năm 2011     | 5 năm, 37 ngày         | Tổng Thanh tra Chính phủ                                   |
| 16                                     | Huỳnh Phong Tranh      | 3 tháng 8 năm 2011     | 8 tháng 4 năm 2016     | 4 năm, 250 ngày        | Tổng Thanh tra Chính phủ                                   |
| 17                                     | Phan Văn Sáu           | 9 tháng 4 năm 2016     | 25 tháng 10 năm 2017   | 1 năm, 199 ngày        | Tổng Thanh tra Chính phủ                                   |
| 18                                     | Lê Minh Khái           | 26 tháng 10 năm 2017   | 7 tháng 4 năm 2021     | 3 năm, 163 ngày        | Tổng Thanh tra Chính phủ                                   |
| 19                                     | Đoàn Hồng Phong        | 8 tháng 4 năm 2021     | nay                    | 4 năm, 122 ngày        | Tổng Thanh tra Chính phủ                                   |